# Esteban Sánchez
Esteban Sánchez Herrero (Orellana la Vieja, 26 april 1934 - 3 februari 1997) was een Spaans pianist en componist.

## Levensloop
Sanchez kreeg zijn eerste muziekopleiding van zijn grootoom, de priester Joaquín Sánchez Ruiz, organist en kapelmeester in de kathedraal van Plasencia. In 1945 begon hij zijn opleiding aan het Koninklijk Conservatorium van Madrid, waar hij les kreeg van Julia Parody Abad. Hij vervolgde zijn opleiding in Parijs bij Alfred Cortot en in Rome bij Carlo Zecchi.
Hij gaf zijn eerste concert in Madrid, samen met het Spaans Nationaal Orkest en werd een van de voorname pianisten van zijn tijd.
In 1954 volgde zijn eerste platenopname. Tussen 1968 en 1976 volgden er vele andere. Naast werk van Beethoven, Gabriel Fauré, Johannes Brahms, Rachmaninov en anderen, nam hij vooral ook werken van Spaanse componisten op, zoals Isaac Albeniz, Joaquin Turina, Angel Barrios en Manuel de Falla.
Alfred Cortot zei van hem dat hij een muzikaal genie was en Daniel Barenboim vroeg zich af hoe het mogelijk was dat Spanje een artiest van dit gehalte verborgen had kunnen verborgen.
In 1978 gaf hij les aan het Conservatorium van Badajoz en hij werd vervolgens directeur van het Conservatorium van Mérida.
Er bestaat een Festival Esteban Sánchez en een Internationaal pianoconcours Esteban Sánchez.

## Prijzen
Het begin van zijn carrière leverde hem verschillende prijzen op:
- de Prijs Eduardo Aunos (Madrid) in 1948,
- laureaat in het Concours Pater Masaveu in 1950,
- laureaat in het Concours Marguerite Long (Parijs), in 1953,
- laureaat in het Concours Ferruccio Busoni (Bolzano) in 1953,
- laureaat in het Concours Alfredo Casella, Napels,
- de Medaille Dinu Lipatti van de Stichting Harriet Cohen (Londen) in 1954,
- laureaat in het Concours virtuositeit van de Academie Santa Cecilia (Rome) in 1956.

## Eerbetoon
- Eredoctor van de Accademia degli Artisti e Professionisti Mondiale di Roma (1954).
- Eredoctor van de Real Academia de Extremadura de las Letras y las Artes (1986).
- Postuum: de medaille van Extremadura (1997).